# Temple de Parthasarathy
Le temple de Parthasarathy se situe à Madras dans le district de Triplicane, état du Tamil Nadu, en Inde. Il est dédié au dieu Krishna, un des avatars de Vishnou et date du VIIIe siècle. Il est mentionné et honoré dans les Divya Prabandham (œuvre canonique sri vishnouïte), et de ce fait constitue un des 108 Divya Desams, les lieux saints du Sri Vishnouisme.